# Camillo Everardi
Camillo Everardi (Dinant, 1824 – Mosca, 17 gennaio 1899) è stato un baritono e insegnante belga, assai apprezzato sia dagli impresari teatrali che dal pubblico per la morbidezza e l'agilità della sua voce.

## Biografia
Nacque nel 1824 a Dinant, in Belgio, da genitori italiani.Seguendo la propria attitudine iniziò lo studio del canto presso il conservatorio di Liegi, perfezionandosi successivamente a Parigi sotto la guida dei noti maestri François-Antoine Habeneck, Antoine Ponchard e con Manuel Garcia il figlio del cantante.

Dotato di bella voce di basso-baritono, iniziò la carriera nel 1849 sulle scene del «Teatro di San Carlo» di Napoli dove, con lo pseudonimo Camillo Evrard, interpretò la parte di Zaccaria nel “Nabucco” di Giuseppe Verdi venendo lodato per le sue doti vocali nonostante fosse da alcuni giudicato non del tutto adatto a quel ruolo.

Nel dicembre 1849, ancora a Napoli ma stavolta al «Teatro Nuovo», cantò in Betly, ovvero La capanna svizzera di Gaetano Donizetti e, il 29 dello stesso mese, ne Il pirata di Vincenzo Bellini riscuotendo un caloroso successo, il che lo persuase a continuare a esibirsi in quel teatro fino al 1851. Infatti nel febbraio 1850 vi interpretò la parte di Dandini in La Cenerentola e in aprile quella di Figaro ne Il barbiere di Siviglia entrambe di Gioacchino Rossini e in L'Elisir d'amore di Gaetano Donizetti, in agosto fu Montalbano in Chiara di Rosenberg di Luigi Ricci; infine, nel febbraio 1851 ricoperse il ruolo di Frollo nella Ermelinda di Vincenzo Battista.

Dall'ottobre 1851 e durante la stagione di carnevale 1852 cantò al «Teatro dell'Opera» di Nizza in Nabucco e ne I masnadieri (Verdi) di Verdi e forse anche in Lucrezia Borgia di Donizetti, facendo poi ritorno in Italia nell'autunno 1852 debuttò a Milano presso l’allora «Teatro della Canobbiana», ora «Teatro Lirico di Milano», dove interpretò la parte di Amenofis nel Mosè in Egitto di Rossini. sempre a Milano e nel dicembre di quello stesso anno, fu scritturato al «Teatro Carcano» per esibirsi ancora in La Cenerentola e Il barbiere di Siviglia. nel marzo 1853 venne acclamato al «Theater am Kärntnertor» di Vienna in Semiramide e in L'italiana in Algeri opere entrambe di Rossini.
 
Nel novembre dello stesso anno, debuttò al  «Teatro alla Scala» di Milano in L'assedio di Corinto di Rossini nella parte di Maometto II. Nella stagione di carnevale 1853-1854, fu ammiratissimo al «Teatro Regio di Torino» in Semiramide e ne La favorita di Donizetti.

Per la stagione operistica 1855-56 si recò a Parigi, al «Théátre des Italiens» dove, l’8 dicembre 1855, ottenne uno strepitoso successo in Fiorina di Carlo Pedrotti nel personaggio di Hermann, e in  Matilde di Shabran di Rossini nel gennaio 1856, inoltre nel febbraio vi fu protagonista del Don Giovanni di Wolfgang  Amadeus Mozart opera in cui fu più ammirato per la vocalità che non per la presenza scenica.

Dal 1857 al 1859 venne scritturato dal «Teatro dell'Opera Imperiale» di Pietroburgo, il cui pubblico lo preferì all’acclamato Leone Giraldoni. Nello stesso arco di tempo tuttavia  apparve anche a Vienna in opere del suo repertorio rossiniano.
Nel 1860 debuttò con successo al «Queen's Theatre» di Londra ne Gli ugonotti di Giacomo Meyerbeer, in Otello di Rossini, in La Favorita di Donizetti a fianco di Erminia Borghi-Mamo e ne Il matrimonio segreto di Domenico Cimarosa accanto a Marietta Alboni.

Dal 1860 al 1873 fu di nuovo alternativamente a Vienna e a Pietroburgo, dove tra l'altro cantò in Un ballo in maschera di Verdi accanto a Enrico Tamberlik, nell'ottobre 1862, cantò in Ercolano di Ferdinand David e nel febbraio 1865 in Marta di Friedrich von Flotow.

Si ritirò definitivamente dalle scene nel 1873 e per il resto della vita fu maestro di canto a Pietroburgo fino al 1888, passando poi a Kiev e stabilendosi infine a Mosca dove morì il 17 gennaio 1899.
Tra i suoi molti allievi alcuni divennero celebri come il tenore russo Nikolaj Nikolaevič Figner. 
«...fin dagli inizi della sua carriera l'Everardi venne annoverato con Tamberlik e con le sorelle Marchisio tra i migliori esponenti del canto di tradizione rossiniana per la rotondità e la morbidezza della sua voce, capace di agilità facili e granite, tanto che il suo ritiro dalle scene, coincidente col ritiro delle Marchisio e di Tamberlik, portò all'eliminazione dal repertorio corrente di opere come Matilde di Shabran, Otello e alla rarefazione di Mosè e Semiramide. S'imputò alla scuola vocale italiana di non saper più produrre cantanti di pari calibro, senza mai tener conto del fatto che in quel particolare momento storico mancava uno specifico interesse a tenere in vita lavori di quel tipo...» Rodolfo Celletti in “Storia dell'opera italiana“.